# Nijniaïa Salda
Pour les articles homonymes, voir Salda (homonymie).
Nijniaïa Salda (en russe : Нижняя Салда) est une ville de l'oblast de Sverdlovsk, en Russie. Sa population s'élevait à 17 362 habitants en 2013.

## Géographie
Nijniaïa Salda est située sur la rivière Salda (bassin de l'Ob), à 11 km au nord-est de Verkhniaïa Salda, à 48 km au nord-est de Nijni Taguil, à 139 km au nord de Iekaterinbourg et à 1 421 km à l'est de Moscou.

## Histoire
L'histoire de Nijniaïa Salda commence en 1760, avec la construction d'une usine sidérurgique sur la rivière Salda, par Nikita Demidov. L'ingénieur et gérant de la société exploitante de l'usine V.E. Groum-Grjimaïlo (1864–1928) joua un rôle très important dans le développement de l'usine : fabrication d'un laminoir pour rails (1902).
Le village de Nijniaïa Salda accéda au statut de commune urbaine en 1926, puis à celui de ville en 1938. Pendant la Seconde Guerre mondiale, la ville envoya 2 500 combattants à l'armée et accueillit des réfugiés de Leningrad.

## Population
Recensements (*) ou estimations de la population
| 1926*  | 1939*  | 1959*  | 1970*  | 1979*  |
| ------ | ------ | ------ | ------ | ------ |
| 15 166 | 19 446 | 21 382 | 21 484 | 20 828 |

| 1989*  | 2002*  | 2010*  | 2012   | 2013   |
| ------ | ------ | ------ | ------ | ------ |
| 20 932 | 18 067 | 17 619 | 17 452 | 17 362 |

## Personnalités
- Galina Karelova (1950-), femme politique russe, est née à Nijniaïa Salda.